# Bahnhof Iași

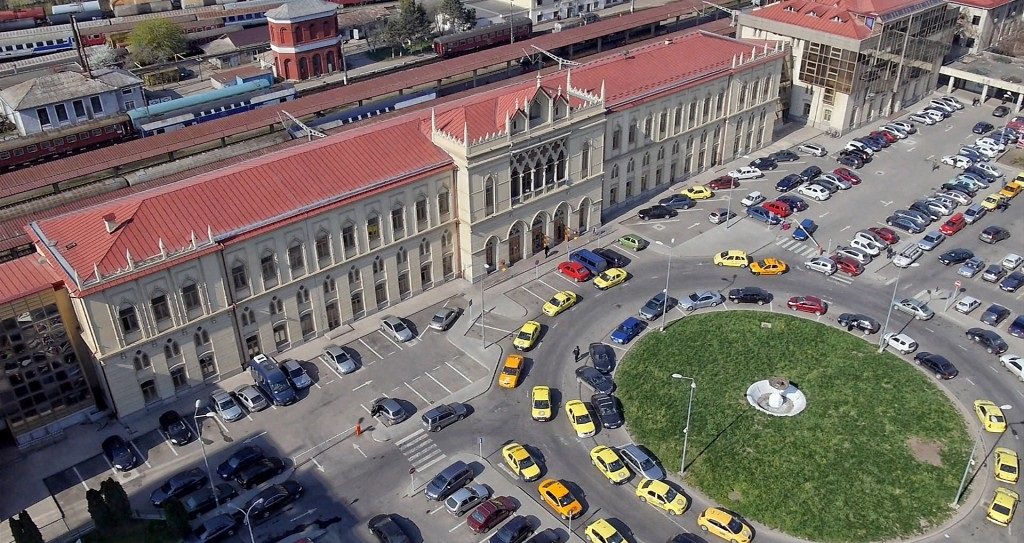
Panorama

Der Bahnhof Iași ist ein Bahnhof in der rumänischen Stadt Iași.

## Geschichte
Der Bahnhof Iași wurde 1870 als einer der ersten Bahnhöfe in Rumänien eröffnet.
Nach einem Pogrom in Iași wurden am 29. Juni 1941 tausende überlebende Juden zum Bahnhofsvorplatz getrieben und anschließend in Güterwagen gezwungen. Der erste Todeszug von Iași verließ in den Morgenstunden des 30. Juni 1941 den Bahnhof.

## Aufbau
Der Bahnhof Iași liegt an der Bahnstrecke Pașcani–Iași, Infrastrukturbetreiber der als Personen- und Güterbahnhof genutzten Station ist die Compania Națională de Căi Ferate. Unmittelbar nordwestlich befindet sich der Bahnhofsteil Iași Nord.

## Empfangsgebäude
Das Empfangsgebäude wurde vom Dogenpalast in Venedig inspiriert und gilt als eines der repräsentativsten Gebäude des venezianisch-gotischen Stils in Rumänien. Das 133 Meter lange Gebäude wurde bei den Erdbeben 1940 und 1977 beschädigt.

## Sonstiges
Im Bahnhofsteil Iasi Nord steht als Denkmal die Dampflokomotive 230.098 ausgestellt.